# Natsu no Tropical Musume.
Singles de THE Possible
Shushoku = Gohan no Uta
(2007) Kingyo Sukui to Hanabi Taikai
(2007)
Natsu no Tropical Musume. (夏のトロピカル娘。), attribué à THE Possible featuring Akiyama Yurika, Hashimoto Aina (THE ポッシボー featuring 秋山ゆりか・橋本愛奈), est le 4e single indépendant du groupe féminin de J-pop THE Possible, sorti en 2007.

## Présentation
Il sort le 13 juin 2007 au Japon sous le label indépendant Good Factory Record de TNX dans le cadre du Hello! Project, écrit et produit par Tsunku. Il atteint la 58e place du classement de l'Oricon, et reste classé pendant 1 semaine pour un total de 1 802 exemplaires vendus. Il sort également un mois plus tard en format "single V" (DVD).
La chanson-titre du single est utilisée comme thème de fin d'une émission télévisée, et figurera sur le premier album du groupe, Kyūkyoku no The Possible Best Number Shō 1 de 2008.
Elle est interprétée par seulement deux membres du groupe, Yurika Akiyama & Aina Hashimoto, et est attribuée à THE Possible featuring Akiyama Yurika, Hashimoto Aina.
Un autre single du groupe sort simultanément le même jour, Kingyo Sukui to Hanabi Taikai, dont la chanson-titre est chantée par deux autres membres et attribuée à THE Possible featuring Okada Robin Shōko, Goto Yuki. La chanson en "face B", Tabi no Mannaka, sera reprise en solo par Yuki Gotō en 2011 sur l'album 6 Nenme Shido Kinen Mini Album 6 Nenme Start! de THE Possible.

## Liste des titres
Toutes les chansons sont écrites et composées par Tsunku, arrangements de Yuichi Takahashi.
| 1. | Natsu no Tropical Musume. (夏のトロピカル娘。)                   | Yurika Akiyama & Aina Hashimoto | 2:53 |
| 2. | Tabi no Mannaka (旅の真ん中)                                     | THE Possible                    | 3:37 |
| 3. | Natsu no Tropical Musume. (Instrumental) (夏のトロピカル娘。...) |                                 | 2:53 |
| 4. | Tabi no Mannaka (Instrumental) (旅の真ん中...)                   |                                 | 3:34 |

| 1. | Natsu no Tropical Musume. (夏のトロピカル娘。)                                |  |
| 2. | Natsu no Tropical Musume. (DANCE Version) (夏のトロピカル娘。(DANCE Version)) |  |
| 3. | Natsu no Tropical Musume. (Making of) (夏のトロピカル娘。(メイキング映像))    |  |
| 4. | Natsu no Tropical Musume. (Captioned) (夏のトロピカル娘。(歌詞あり))          |  |